# Alaparma 65 Baldo

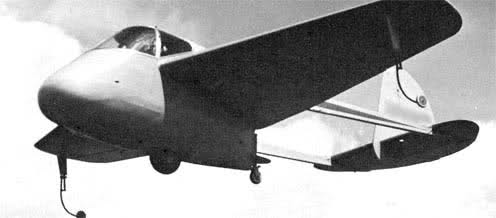
Alaparma AP75 Baldo

L'Alaparma 65 "Baldo" è stato un originale biposto monoplano da turismo ultraleggero della fine degli anni quaranta, progettato dal capitano Adriano Mantelli e costruito dall'azienda Alaparma SpA.

## Tecnica
Costruito interamente in legno, aveva due posti affiancati ed era motorizzato da un motore 4 cilindri in linea raffreddato ad aria ed invertito, da 65 hp, prodotto negli anni trenta dall'azienda cecoslovacca Walter Engines a.s., che comandava un'elica bipala spingente.
L'ala era di tipo medio ed aveva una forma a freccia che non ostacolava la visibilità del piloti, perché posta sulla fusoliera posteriormente ai due posti affiancati. Essa era di tipo a sbalzo monolongherone a cassone ed era rivestita in compensato di betulla.
Il piano di coda era collegato alla fusoliera da due travi ed aveva un unico piano orizzontale di stabilizzazione con al centro una caratteristica deriva verticale.

Disegno del velivolo con il suo particolare carrello.

Caratteristico anche il sistema del carrello d'atterraggio che prevedeva cinque elementi: un pattino anteriore, una ruota centrale con il ruolo di sostenere il velivolo a terra ed ancora un pattino timone posteriore munito di ruota che veniva comandato dal pilota ed infine due pattini, con piccole ruote, posti sulle estremità alari.
La struttura della cabina di pilotaggio aveva una forma simile ad un uovo, ed era costruita con un telaio ligneo rivestito in compensato, che sosteneva anche il motore posteriore; inoltre, il pavimento integrava la ruota centrale principale accogliendola parzialmente all'interno della cabina. Le porte di accesso alla cabina avevano un'apertura a battente verso l'alto e verso il retro.
Il velivolo era facilmente trasportabile su un carrello trainato da un'automobile, anche perché il piano di coda e le travi erano leggermente sollevate rispetto all'asse del velivolo.

## Versioni
Il progetto fu sviluppato in tre successive versioni con motorizzazioni diverse:
- Alaparma AP.75 Balbo: montava un quattro cilindri in linea Praga D. da 75 hp (56 kW), aveva una velocità massima orizzontale 217 km/h/, una velocità di crociera 192 km/h, un peso a vuoto di 280 kg e 490 kg di peso massimo al decollo.
- Mantelli AM-10: montava un motore Continental A-95 da 65 hp (48 kW); venne costruito in Argentina e si differenziava dai precedenti per la presenza di due derive verticali.[10]
- Mantelli AM-11 Albatros: montava un motore Ambrosini P-25.